# خوشتر ز عیش و صحبت و باغ و بهار چیست
غزلی با مطلع «خوشتر ز عیش و صحبت و باغ و بهار چیست»، غزل شمارهٔ ۶۵ از دیوانِ حافظ در تصحیحِ محمد قزوینی و قاسم غنی است.

## در اجراها
محمدرضا شجریان در برنامهٔ شمارهٔ ۱۶۲ از مجموعهٔ گل‌های تازه این غزل را در آوازِ ابوعطا و ایرج در برنامهٔ شمارهٔ ۴۶۲ از مجموعهٔ گل‌های رنگارنگ این غزل را در دستگاهِ چهارگاه اجرا کرده‌اند.
همچنین معین در آهنگ یاد تو قطعه ای از این غزل را خوانده است.